# Château Sattler
Pour les articles homonymes, voir Sattler.
Le château Sattler est une demeure du XVIIIe siècle inscrite aux monuments historiques, situé sur la commune d'Exincourt, dans le département français du Doubs, en Franche-Comté.

## Histoire
Construite à côté d'une ferme du XVIIe siècle, le bâtiment est érigée à partir de 1713 sur ordre de Jean Urbain Sattler, le propriétaire des lieux et de qui la demeure tient son nom.
Les façades et les toitures font l’objet d’une inscription au titre des monuments historiques depuis le 9 novembre 1984.

## Architecture
Une des pierres des fondations porte une dédicace : 

« AU NOM DE FIEU FUT POZE LE 7 MAY 1714 PAR J. V. SATTLER »

Les fenêtres ont la particularité d'être en arc, et le sol, en grès.